# Mistrovství České republiky v atletice 1999
Mistrovství České republiky v atletice 1999 se uskutečnilo ve dnech 26.–27. června 1999 v Ostravě.

## Medailisté

### Muži
| Soutěž                          | Zlato                                                                | Stříbro                                                                | Bronz                                                                   |
| 100 m                           | Martin Duda 10.46                                                    | Pavel Rada 10.62                                                       | Tomáš Dřímal 10.65                                                      |
| 200 m                           | Martin Morkes 21.26                                                  | Martin Duda 21.36                                                      | Jiří Vojtík 21.72                                                       |
| 400 m                           | Karel Bláha 47.02                                                    | Jan Hanzl 47.34                                                        | Pavel Jelínek 47.35                                                     |
| 800 m                           | Karel Znojil 1:49.44                                                 | Martin Jareš 1:49.70                                                   | Pavel Soukup 1:49.73                                                    |
| 1500 m                          | Lubomír Pokorný 3:52.82                                              | Ondřej Holub 3:54:52                                                   | Vladimír Pospíšil 3:55.56                                               |
| 5000 m                          | Pavel Faschingbauer 14:17.67                                         | David Gerych 14:32.41                                                  | Martin Horáček 14:43.89                                                 |
| 10 000 m                        | Jiří Hnilička 30:18.25                                               | Miroslav Vítek 30:20.41                                                | Aleš Drahoňovský 30:25.27                                               |
| 110 m př.                       | Tomáš Dvořák 13.72                                                   | Roman Šebrle 13.79                                                     | Pavel Bureš 14.01                                                       |
| 400 m př.                       | Josef Rous 50.70                                                     | David Bauer 52.56,                                                     | Petr Habásko 52.71                                                      |
| 3000 m př.                      | Michael Nejedlý 8:43.39                                              | David Gerych 8:44.41                                                   | Jiří Šoptenko 9:02.02                                                   |
| 4 × 100 m                       | Radek Řechka Ludvík Bohman Tomáš Dřímal Martin Duda USK Praha 40.50  | Roman Zubek Petr Krejčí Jiří Vojtík Ivan Šlehobr Olymp Praha 41.90     | Lukáš Čegan Pavel Loučka Michal Krejčí Martin Košťál AC Pardubice 42.06 |
| 4 × 400 m                       | Karel Znojil Martin Jareš Pavel Soukup Lukáš Musil USK Praha 3:12.33 | Karel Bláha Josef Rous Ladislav Burdel Milan Kovář Dukla Praha 3:16.37 | Pavel Kolajta Martin Braniš Pavel Tomíček Jan Hanzl Olymp Praha 3:17:33 |
| Skok do výšky                   | Tomáš Janků 232                                                      | Jan Janků 228                                                          | Milan Čermák 220                                                        |
| Skok o tyči                     | Štěpán Janáček 555                                                   | Martin Kysela 540                                                      | Petr Špaček a Jan Žalud 520                                             |
| Skok daleký                     | Roman Orlík 781                                                      | Milan Kovář 767                                                        | Tomáš Borek 759                                                         |
| Trojskok                        | Jiří Kuntoš 17.29                                                    | Martin Sýkora 15.51                                                    | Michal Coubal 15.48                                                     |
| Vrh koulí                       | Petr Stehlík 19.42                                                   | Josef Rosůlek 18.38                                                    | Richard Navara 18.18                                                    |
| Hod diskem                      | Libor Malina 61.33                                                   | Stanislav Kovář 56.00                                                  | Adam Doležel 55.92                                                      |
| Hod kladivem                    | Vladimír Maška 78.45                                                 | Pavel Sedláček 76.77                                                   | Lukáš Melich 64.59                                                      |
| Hod oštěpem                     | Patrick Landmesser 75.86                                             | Miloš Steigauf 73.53                                                   | Robert Srovnal 71.30                                                    |
| Desetiboj Olomouc 12.–13.6.1999 | Tomáš Komenda 7368 bodů                                              | Kamil Damašek 7220 bodů                                                | Aleš Pastrňák 7126 bodů                                                 |
| 20 km chůze Hronov 10.4.1999    | Jiří Malysa 1:25:20                                                  | Miloš Holuša 1:25:21                                                   | Hubert Sonnek 1:26:18                                                   |

### Ženy
| Soutěž                         | Zlato                                                                            | Stříbro                                                                                   | Bronz                                                                                    |
| 100 m                          | Erika Suchovská 11.45                                                            | Hana Benešová 11.56                                                                       | Pavlína Dlouhá 11.92                                                                     |
| 200 m                          | Hana Benešová 23.28                                                              | Helena Fuchsová 23.82                                                                     | Markéta Pernická 24.46                                                                   |
| 400 m                          | Helena Fuchsová 50.88                                                            | Denisa Krejčová 52.90                                                                     | Martina Morawska 53.44                                                                   |
| 800 m                          | Ludmila Formanová 2:02.42                                                        | Eva Kasalová 2:05.77                                                                      | Petra Sedláková 2:05.78                                                                  |
| 1500 m                         | Andrea Šuldesová 4:15.49                                                         | Renata Hoppová 4:20.68                                                                    | Jana Biolková 4:22.32                                                                    |
| 5000 m                         | Petra Drajzajtlová 16:30.74                                                      | Hana Haroková 17:20.85                                                                    | Jarmila Halířová 17:29.35                                                                |
| 10 000 m                       | Renata Kvitová 35:50.64                                                          | Hana Haroková 36:40.74                                                                    | xxx                                                                                      |
| 100 m př.                      | Iveta Rudová 13.34                                                               | Michaela Hejnová 13.61                                                                    | Magdaléna Nedvědová 13.77                                                                |
| 400 m př.                      | Dagmar Votočková 58.05                                                           | Alena Rücklová 58.95                                                                      | Petra Hlavatá 59.37                                                                      |
| 4 × 100 m                      | Lenka Ostravská Lucie Komrsková Denisa Krejčová Kateřina Nekolná USK Praha 46.16 | Kristýna Šubrtová Helena Vinařová Eva Šafaříková Šárka Beránková Olymp Praha 46.58        | Eva Jelínková Štěpánka Klapáčová Jana Klečková Pavlína Dlouhá Sparta Praha 46.96         |
| 4 × 400 m                      | Lucie Hošková Šárka Horsáková Iva Skorocká Martina Blažková Slavia Praha 3:46.95 | Michaela Hejnová Petra Drahoňovská Marcela Lustigová Eva Lustigová Slovan Liberec 3:47.86 | Lenka Uhrová Tereza Pazdírková Veronika Mráčková Markéta Šamlová ACP Junior Brno 3:51.95 |
| Skok do výšky                  | Zuzana Hlavoňová 193                                                             | Romana Bělocká 188                                                                        | Inge Janků 185                                                                           |
| Skok o tyči                    | Pavla Hamáčková 430                                                              | Daniela Bártová 405                                                                       | Michaela Boulová 360                                                                     |
| Skok daleký                    | Martina Darmovzalová 631                                                         | Eva Doležalová 629                                                                        | Lucie Komrsková 628                                                                      |
| Trojskok                       | Eva Doležalová 13.56                                                             | Helena Vinařová 13.41                                                                     | Dagmar Urbánková 13.04                                                                   |
| Vrh koulí                      | Zdeňka Šilhavá 16.95                                                             | Věra Pospíšilová 15.58                                                                    | Lucie Vrbenská 15.17                                                                     |
| Hod diskem                     | Zdeňka Šilhavá 60.20                                                             | Vladimíra Racková 57.73                                                                   | Věra Pospíšilová 53.89                                                                   |
| Hod kladivem                   | Lucie Vrbenská 55.44                                                             | Jana Lejsková 54.06                                                                       | Klára Chytrá 51.08                                                                       |
| Hod oštěpem                    | Nikola Tomečková 58.46                                                           | Jarmila Klimešová 50.27                                                                   | Michaela Jačková 49.12                                                                   |
| Sedmiboj Olomouc 12.–13.6.1999 | Kateřina Nekolná 5898 bodů                                                       | Jana Klečková 5635 bodů                                                                   | Helena Vinařová 5609 bodů                                                                |
| 10 km chůze Hronov 10.4.1999   | Ludmila Rychnovská 48:42                                                         | Barbora Dibelková 50:38                                                                   | Monika Choděrová 51:08                                                                   |